# Mazaki Jinsaburō

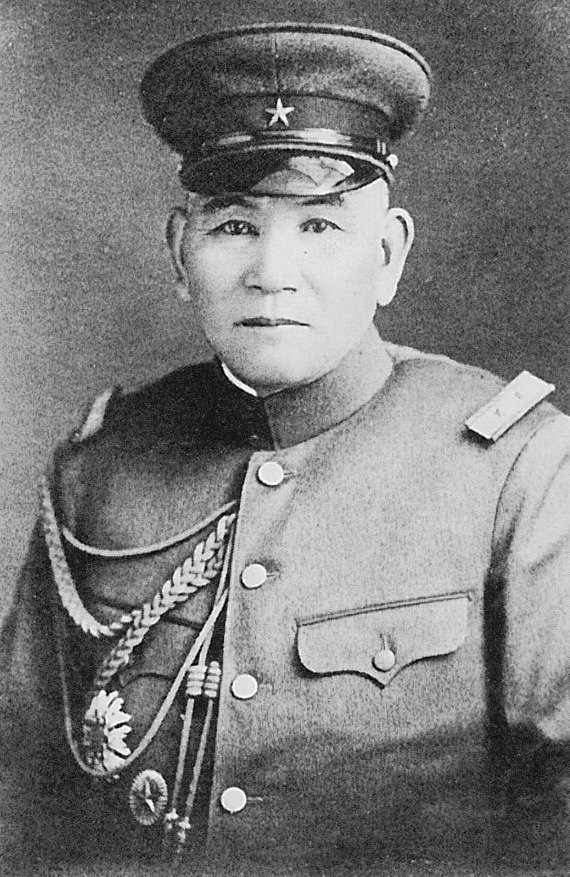
Mazaki Jinsaburō

Mazaki Jinsaburō (japanisch 真崎 甚三郎; geboren 27. November 1876 in der Präfektur Saga; gestorben 31. August 1956) war ein konservativer japanischer General.

## Leben und Werk
Mazaki Jinzaburōs Vater betrieb einen mittelgroßen Bauernhof in der Präfektur Saga. Nach einer Vorausbildung besuchte er ab 1896 die Heeresoffizierschule, an der er 1897 seinen Abschluss machte. 1933 wurde er zum General befördert und ein Jahr später zum Generalinspektor der militärischen Ausbildung ernannt.
Zusammen mit General Araki Sadao wurde er als Anführer der ultranationalen Vereinigung Kōdō-ha. Er kam unter den Verdacht, an einem Plan zu Tötung von Politikern beteiligt zu sein und wurde 1935 aus dem Dienst entlassen.
Im Jahr darauf, nach dem Putschversuch in Japan vom 26. Februar 1936, den Offiziere der Kōdō-ha den unternommen hatten, kam er wieder unter den Verdacht der Unterstützung. Es kam zur Anklage, die mit einem Freispruch endete.
Nach Ende des Pazifikkriegs wurde Mazaki als Kriegsverbrecher kurz festgenommen. Er wurde zwar freigelassen, durfte sich aber unter dem von SCAP verfügten „Purge“ nicht mehr öffentlich betätigen.